# Jazz Bakery
Die Jazz Bakery ist ein 1992 gegründeter Jazzclub, der sich in Culver City, Los Angeles County befindet.

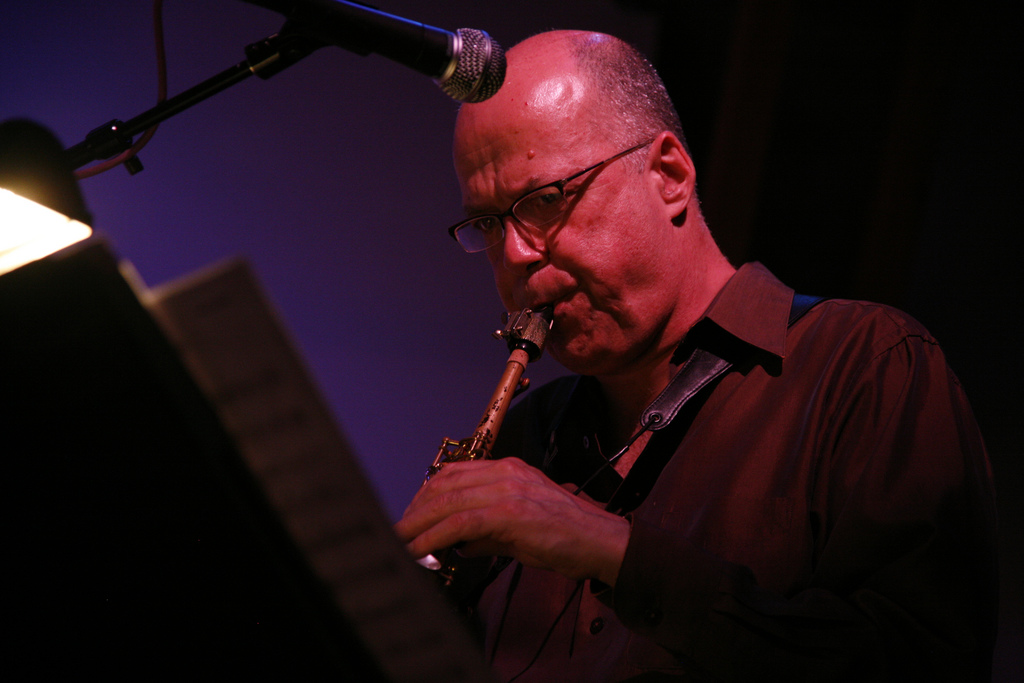
Der Saxophonist Bob Sheppard bei einem Konzert in der Jazz Bakery 2009

Die Jazz Bakery wurde 1992 in der ehemaligen Helms Bakery (3233 Helms Avenue Ecke Venice Boulevard) in Culver City von der Jazzsängerin Ruth Price gegründet und als gemeinnützige Organisation geführt. In dem Veranstaltungsort traten seitdem namhafte Jazzmusiker auf; es entstanden dort u. a. Mitschnitte der Livekonzerte von Yusef Lateef/Adam Rudolph, Lee Konitz, Denny Zeitlin/David Friesen, Sam Rivers, Nels Cline, Eddie Daniels/Roger Kellaway, Dave Frishberg, Ernie Watts und Bud Shank. Nachdem der alte Standort der Helms Bakery 2009 aufgegeben werden musste, folgten Veranstaltungen an verschiedenen Spielstätten im Raum Los Angeles, bis die neue Räumlichkeit (9814 Washington Blvd.) bezogen werden kann. Der Architekt Frank Gehry wird umsonst die neuen Räumlichkeiten der Jazz Bakery gestalten; Entwürfe wurden 2015 der Öffentlichkeit vorgestellt.
Die musikalische Leitung übernahm 2012 Jeff Gauthier.

## Diskographische Hinweise
- 1995:  Yusef Lateef & Adam Rudolph – The World at Peace, Music for 12 Musicians (Meta Records) mit Eric Von Essen, Jeff Gauthier
- 1996: Jan Lundgren – Cookin' at the Jazz Bakery (World Records)
- 1999: Lee Konitz – Another Shade Of Blue (Blue Note) mit Charlie Haden, Brad Mehldau
- 1999: Denny Zeitlin / David Friesen – Live at the Jazz Bakery (Intuition Records)
- 2002: The Nels Cline Singers – Instrumentals (Cryptogramophone) mit Scott Amendola
- 2003: Sam Rivers – Celebration (Posi-Tone)
- 2005: Eddie Daniels/Roger Kellaway – A Duet of One (Discovery)
- 2006: Dave Frishberg – Retromania: At the Jazz Bakery (Arbors Records)
- 2008: Ernie Watts – To the Point – Live at the Jazz Bakery (Flying Dolphin Records)
- 2009: Bud Shank – Fascinating Rhythms (Jazzed Media)
- 2011: Jan Lundgren/Chuck Berghofer/Joe LaBarbera: Together Again … At the Jazz Bakery